# Кабул (река)
Кабу́л (пушту کابل‎, дари کابل — Кабуль; др.-инд. Kubhā) — трансграничная река, протекающая в восточной части Афганистана и в северо-западной части Пакистана. Правый и самый крупный приток реки Инд, впадающий в него у города Атток. В верховье носит названия Майданруд, Лаландар. Крупнейшие притоки Кунар, Панджшер и Логар. Протекает через Кабул, Джелалабад и Пешавар.
Берёт начало на южных склонах Гиндукуша при слиянии рек Унай и Хирсхан. В пределах Пакистана судоходна на протяжении 120 км. Используется для орошения и лесосплава.

## Общее описание

### Течение

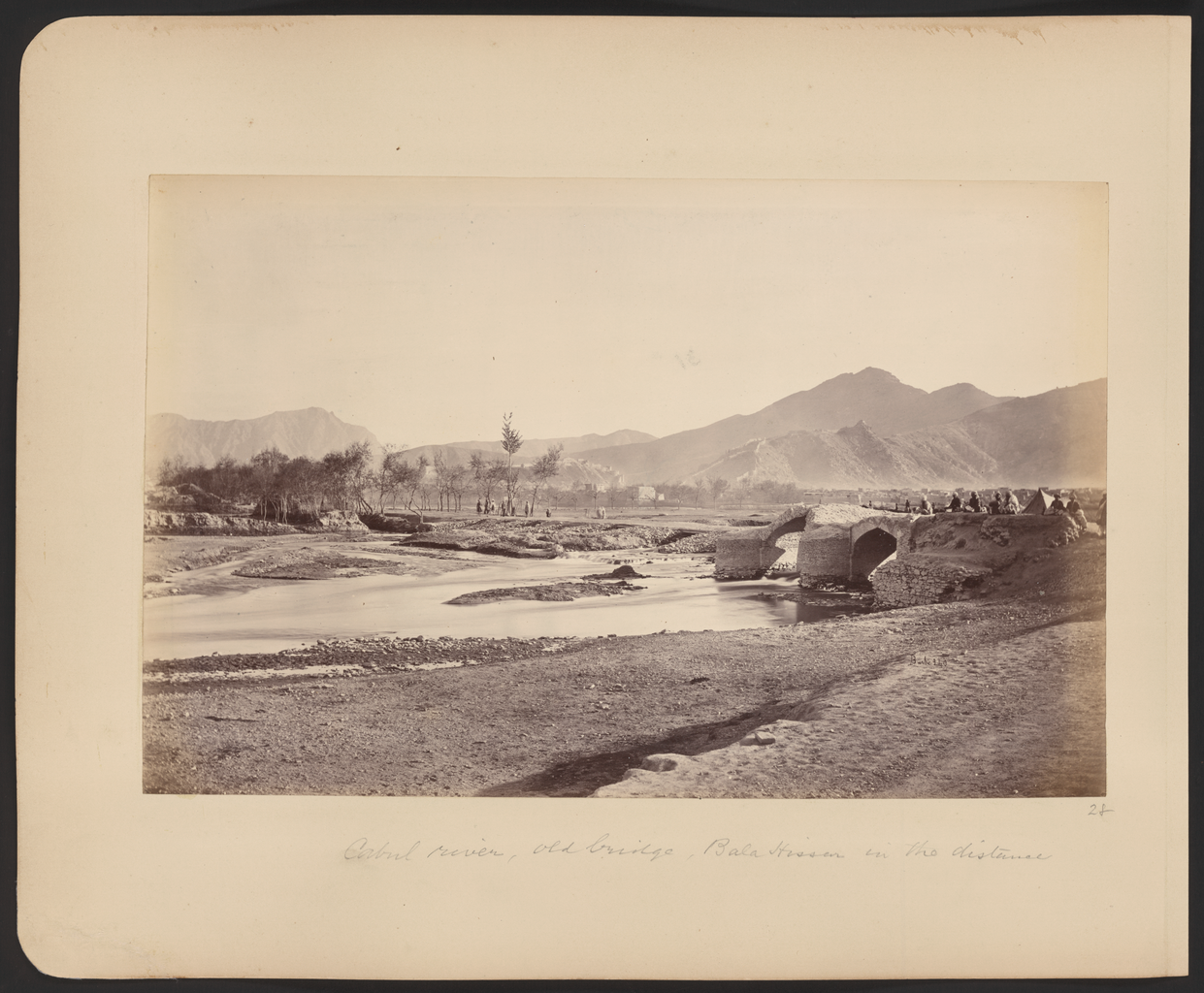
Один из пяти бывших мостов на реке Кабул во время Второй англо-афганской войны (1879—1880). На заднем плане у подножья гор сквозь дымку и деревья виден Бала-Хиссар. На протяжении многих веков он был центром власти в Кабуле и местом ожесточённых боевых действий. В октябре-декабре 1879 года был частично разрушен, когда Фредерик Робертс занял город во главе объединённых полков британской и индийской армии

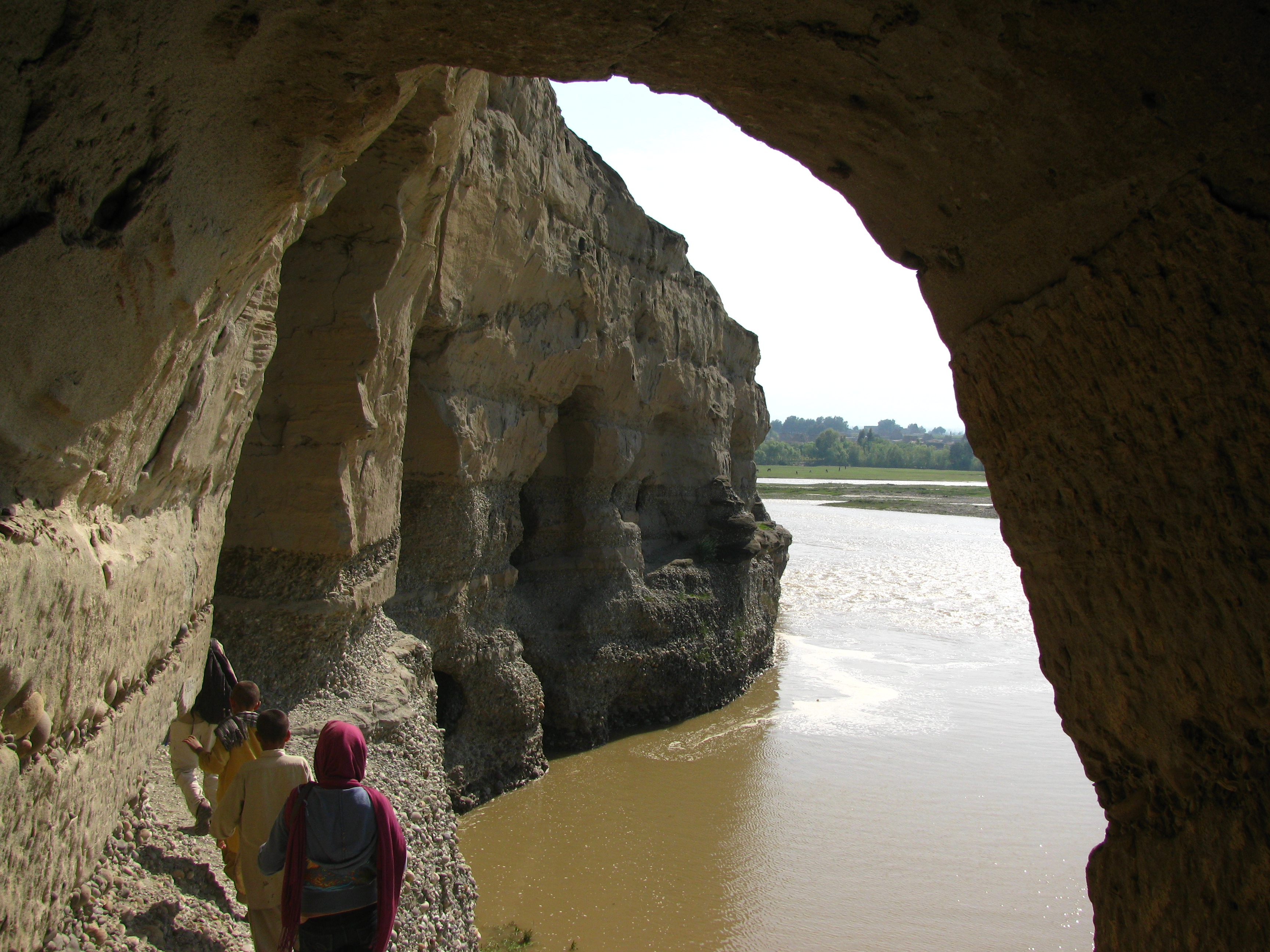
Буддийские пещеры, высеченные в скалах на реке Кабул

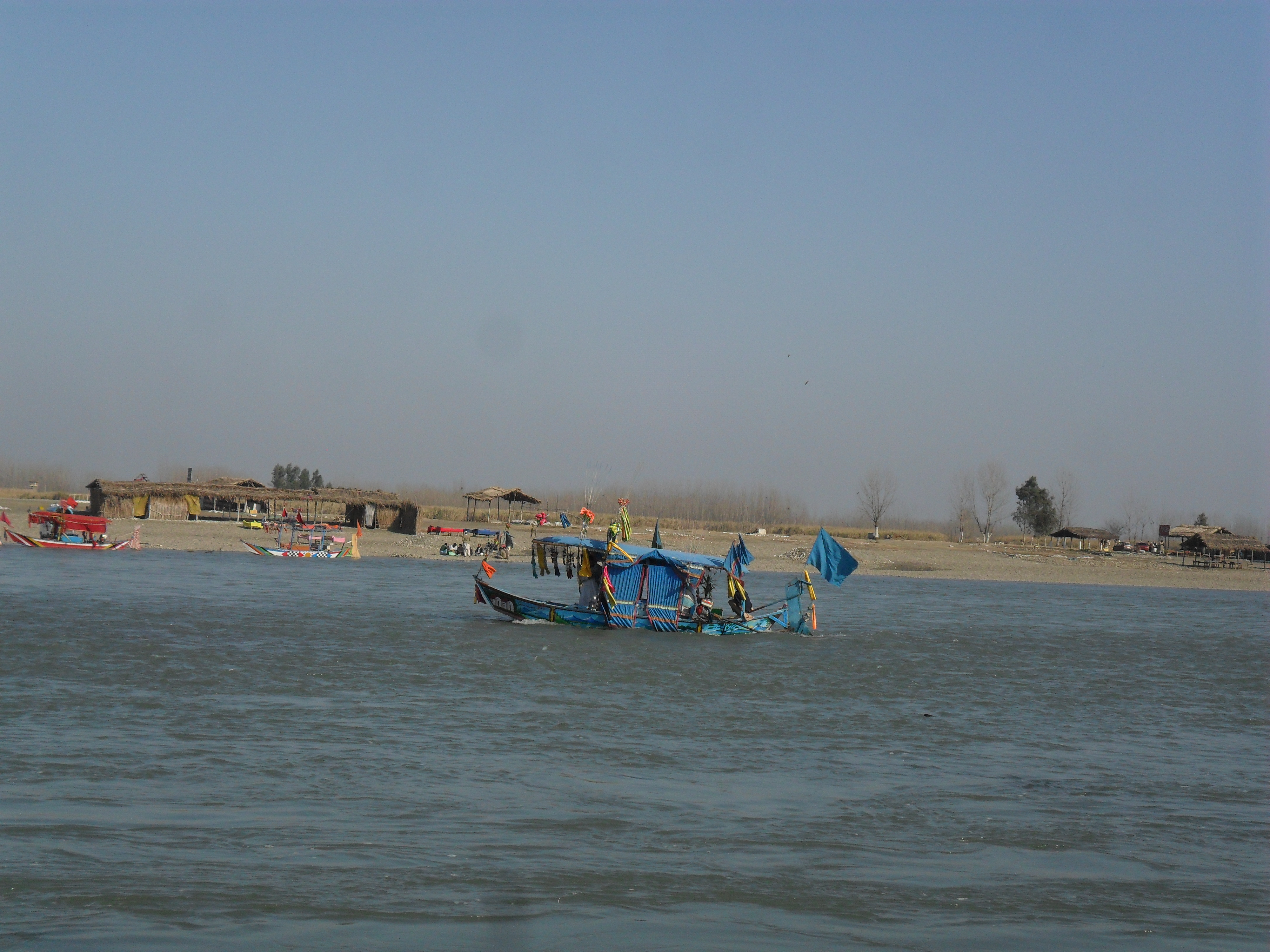
Судоходная часть Кабула

Общая длина реки около 500 км, 360 из которых приходятся на территорию Афганистана. Высота падения реки на территории Афганистана составляет около 3600 м (примерно 10 м/км). Падение распределено по отдельным участкам и очень неравномерно. В пределах ущелья Танги-Гару падение реки особенно велико.
Исток реки находится у перевала Унай на высоте 3700 м в Санглахских горах в 75 км к западу от города Кабул. В верховье река течёт в восточном направлении по относительно широкой долине через сёла Тагри, Каландарвеш, Джальрез, Мамакаи и Хароти. Затем, следуя её географии, меняет направление на южное, а затем на северо-восточное, где река, прорезая отроги хребта Корог, течёт в узкой долине, носящей название ущелье Лаландар (Мазанг). После ущелья река протекает по долине Чардех, где левым притоком в неё впадает река Падман. У села Майдан ширина реки в июле достигает 20 м, глубина 1 м, в этом месте скоротечна. Миновав долину Чардех, на коротком расстоянии русло реки вновь сужается, а затем выходит в Кабульскую котловину и протекает через город Кабул. В пределах города ширина реки составляет 20—30 м, берега облицованы камнем. Порожистые участки встречаются часто, так как дно реки валунно-галечное.
Ниже города на протяжении последних 19 км Кабульской котловины, река протекает в извилистом неразветвлённом русле шириной порядка 30—40 м (в конце апреля). Дно каменистое. Местами встречаются незначительные островки. На этом участке в неё правым притоком впадает река Логар, а ещё через 6 км Хурд-Кабул, значительно уступающий Логару в водности.
В V-образную долину с крутыми скалистыми, местами отвесными, а иногда нависающими склонами, река вступает в 19 км от восточной окраины Кабула. Этот участок на протяжении 18 км носит название ущелья Танги-Гару (Танги-Махипар), где дно долины вмещает только русло реки достигающий 20 м ширины, местами сужающийся до 10 м. Русло загромождено валунами и обломками скал. На протяжении извилистой долины ущелья Танги-Гару, в реку впадают несколько незначительных притоков.
В средней части ущелья образуется цепочка небольших перепадов, где низвергается водопад под названием Махипар. Миновав ущелье, долина реки на протяжении 7 км расширяется, местами достигая ширины в 500 м. Протекая по плоскому дну меандрирует разбиваясь на рукава. Горы подступающие к реке понижаются, а склоны становятся положе. Множество притоков образуют конусы выноса. На протяжении 2 км широкий участок долины сменяется узким. В конце весны ширина реки в этом месте может доходить до 10—15 м. Затем на протяжении 6 км долина реки вновь расширяется и перед тем как сузиться, Кабул принимает Панджшер (слева). Узкая долина ниже устья Панджшера имеет длину 4 км. Пройдя эту часть река выходит в долину Сароби, где слева принимает реку Усбии, а справа Тезин. Ниже устья Тезин долина резко сужается. Данный участок ущелья имеющий длину 24 км носит название Танги-Абришоми. На протяжении этого участка шириной 20—25 м река протекает в едином каменистом русле, которое загромождено крупными валунами. На протяжении ущелья в Кабул впадает большое количество мелких саев включая один существенно крупный приток — Паридара.
Пройдя ущелье Танги-Абришоми перед Кабулом открывается широкая долина, которая редко где сужается. Одно из таких сужений расположено у села Дарунта в 40 км от конца ущелья. В этом сужении длиной 1,1 км ширина по дну долины составляет 100—150 м. Плотина Джелалабадского канала построена в этом сужении. На протяжении участка начиная от выхода из ущелья Танги-Абришоми и до сужения у села Дарунта, река часто разделяется на рукава. Не считая мест с широкими островами ширина реки достигает 90—120 м (май 1957). На этом же участке в Кабул впадает крупный приток река Алишанг и множество мелких притоков. Далее, ниже сужения река протекает по Джелалабадской равнине. Здесь слабо извилистое русло разбивается на рукава, образовывая невысокие галечниковые острова. Ширина потока доходит до 150 м. Максимальной ширины долина достигает в районе города Джелалабад, где Кабул образовал частично заболоченную пойму шириной 800 м. В этом же районе сосредоточено максимальное количество орошаемых земельных угодий превосходящие по объёму предыдущие участки долины. Вода для орошения отбирается из реки Сурхруд, которая справа в 8 км выше Джелалабада впадает в Кабул.
В 5 км ниже Джелалабада принимает левый и самый крупный приток Кунар, который втрое увеличивает водность Кабула. Ниже устья Кунара русло Кабула расширяется до нескольких сот метров. Разбиваясь на рукава образует большое количество галечно-песчаных островов покрытые кустарником и редким лесом. В 12 км от устья Кунара и далее, участок долины протяжённостью 9 км сужается до 800 м подходящими справа отрогами хребта Спингар. Очередное сужение долины длиной в 6 км начинается через 10 км выше Змеиных гор. За этим сужением долина реки вновь расширяется.
Приближаясь к афгано-пакистанской границе, ширина потока уменьшается до 150 м, так как русло стеснено скалами. Прорезая горные цепи Хайберских гор, протекает в узком скалистом ущелье. За ущельем выходит в район плодородных земель Пешавара. Минуя данный район Кабул продолжает течь в восточном направлении, затем близ города Атток впадает в Инд на высоте 375 м.

### Питание
В основном Кабул питается водами многочисленных рек, стекающих с южных склонов Гиндукуша и его отрогов, и в незначительной степени с хребтов Спингар и Харвар. Эти реки в подавляющем большинстве случаев небольшие. Размерами бассейна, долин и водоносности, среди притоков Кабула выделяются пять рек, площадь водосбора которых с небольшим округлением составляет 63300 км²:
| Название | Длина, км | Площадь водосбора км² | Высота истока, м | Высота устья, м | Расход воды, м³/с |
| -------- | --------- | --------------------- | ---------------- | --------------- | ----------------- |
| Логар    | 250       | 11480                 | 3500             | 1790            | 16,6              |
| Панджшер | 200       | 14890                 | 4560             | 1000            | 110               |
| Алишанг  | 164       | 7900                  | 4450             | 610             | 56                |
| Сурхруд  | 130       | 2690                  | 3350             | 580             | 7,24              |
| Кунар    | 500       | 26360                 | 5900             | 540             | 465               |

Условия питания и режима Кабула следует условно разделить на три участка.
1. Выше устья Панджшера, где из-за отбора воды на орошение наблюдаются ничтожные показатели расходов воды. Большую часть года река представляет собой маленький водный поток, только летом разливается из-за таяния ледников. Интенсивный забор для орошения в верхнем течении приводит к тому, что река в пределах города Кабул во второй половине июня почти пересыхает. Ниже тоже наблюдаются мизерные расходы воды вплоть до впадения в Кабул Панджшера, который круглый год снабжает водой. После, Кабул уже не пересыхает.

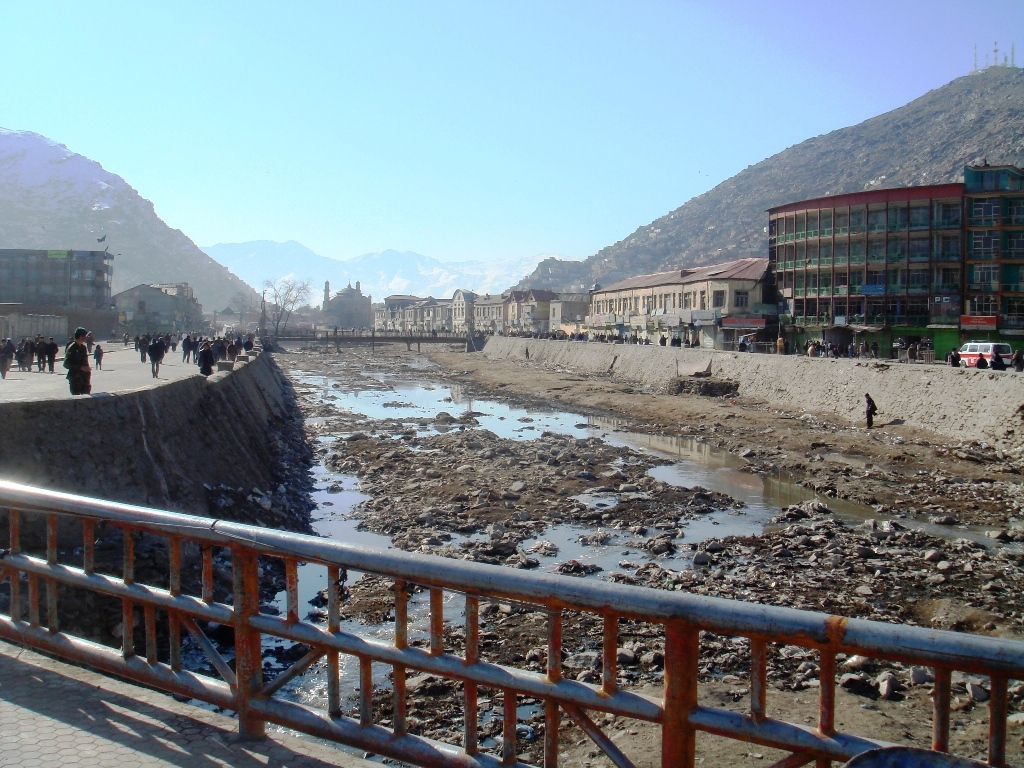
Река в Кабуле в период межени

2. Между устьями Панджера и Кунара, где режим Кабула резко меняется. Ниже устья Панджшера водосбор увеличивается более чем в два раза (15640 км²), соответственно во много раз увеличивается расход воды. Кабул преобразовывается становясь полноводной рекой. На орошение Панджшер разбирается меньше и этим отличается более поздней концентрацией стока. Максимумы стока Кабула ниже устья Панджшера фиксируются в июле, а не в апреле, как это бывает у рек со снего-дождевым питанием. Превышение стока за июнь—сентябрь выше впадения Панджшера составляет 20 %. По своему режиму Кабул ниже устья Панджшира можно отнести к снегово-ледникового питания. От среднеазиатских рек постсоветского пространства с таким же режимом питания Кабул отличается тем, что минимум стока фиксируются в конце лета начале осени, против минимумов зимой у первых. Это объясняется тем, что в питании рек бассейна Кабула роль высокогорных снегов несущественна, в результате чего уже в июле—августе сезонные снега всецело таят, тем самым преждевременно истощая подземные воды. Развитие орошения в пределах горных областей Афганистана отрицательно сказываются на стоке.
3. Ниже устья Кунара, где общая площадь водосбора становится 70740 км² возрастая на 29970 км². Сток Кунара значительно превосходит расходы Кабула. По наблюдениям из расхода 886 м³/с зарегистрированного ниже устья Кунара 572 м³/с приходилось на долю Кунара и 314 м³/с на Кабул (1959—1960). Следовательно, водность Кунара превышал Кабул в 1,82 раза.
Максимумы расходов воды чаще обусловлены талыми водами рек ледникового-снегового питания, но в отдельные годы возможно прохождение дождевых пиков превышающие талые воды. Таким образом, через Джелалабадскую плотину у Дарунты максимальный расход воды может составить порядка 3000 м³/с. В 1960 году расход воды Кабула у Дарунты было зарегистрировано в 1560 м³/с, а ниже устья Кунара проходило почти 3000 м³/с, но в отличие от Дарунты воды ниже устья Кунара были талого происхождения и имело место в июле в период интенсивного таяния ледников.
| Средний расход воды (м³/с) реки Кабул по месяцам с 1968 по 1980 гг. (замеры производились на гидрологическом посту на станции «Даках») |

## Географическое расположение
Бассейн Кабула вытянутый на 580 км с юго-запада на северо-восток, представляет собой район с древними метаморфизованными горными породами в виде сланцев, песчаников, гнейсов и других. По хребту Гиндукуша проходит северная граница бассейна с высотой превышающую отметку в 7000 м (самая высокая точка — пик Тиричмир). Высота хребта по направлению к западу постепенно понижается. Наивысшая отметка хребта в пределах бассейна реки Алишанг не превышает отметку 6059 м, а в бассейне реки Горбанд некоторые вершины едва достигают 5000 м. Хребтом Спингар и его западным продолжением — хребтом Харвар, бассейн Кабула ограничен с юга. После перевала Огаз на востоке начинается снижение хребта. Также снижается хребет расположенный к западу от пика Сикарам. Западные границы бассейна в основном отделены хребтом Санглях и частично хребтом Баба, тем самым отделяя бассейны Кабула и Гильменда.

## Климат бассейна
Климат бассейна по причине большой амплитуды весьма разнообразен. Если средняя июльская температура в районе Джелалабада равна 36,6 °C, а в Кабуле 24,4 °C, то на высотах 3000 м температура не превышает 14 °C, а на высотах 4000 м не более 6—7 °C. Общими чертами являются континентальность и сухость, несмотря на разнообразие климата. Например в городе Кабул, который расположился на высоте 1799 м годовое количество осадков превышает 300 мм, в Джелалабаде несколько меньше — 200 мм, в Читрале около 400 мм. Среднее количество осадков в бассейне Кабула по приближённым данным составляет 650—700 мм не считая самой восточной части бассейна, где этот показатель может превышать 1000 мм. Высокий слой осадков полностью обусловлен северо-восточными районами водосбора. Южные склоны бассейна увлажняются атмосферными осадками больше чем северные, что и вызывает повышенную удельную водоносность левых притоков по сравнению с правыми.
В целом в бассейне Кабула преобладают весенне-зимние осадки, как и в большей части других территорий Афганистана. Для сравнения, весенне-зимние осадки в Джелалабаде составляют 90 % от годовой суммы. Распределение осадков внутри года в высокогорных районах бассейна более равномерно, за редкими исключениями, где зимне-весенние осадки преобладают, особенно весенние. Летом, несмотря на незначительное количество осадков в горах наблюдаются грозы с ливнями, создающие условия для селевых паводков на крупных реках бассейна и сели на относительно небольших реках.

## Флора и фауна бассейна
В большей части горы бассейна лесов не имеют, за исключением восточной части Гиндукуша и хребта Спингар, где расположены известные своими густо растущими хвойными и лиственными лесами. Хвойные леса в основном распространены в верхней зоне на высотах до 3000 м, в средней на высотах до 1500 м — смешанные, в нижней — лиственные.
Растущие в бассейне древесные породы включают в себя гималайский кедр, западногималайскую пихту, гималайскую сосну схожим с гималайским кедром и лиственницу, на средних высотах ольху, ясень, дуб и т. п.. Финиковые пальмы, оливки и цитрусовые растут в оазисах Джелалабадской долины, орошаемые водами Кабула.
Бассейн Кабула в пределах Афганистана расположен в горной местности, где средневзвешенная высота водосбора ниже устья реки Кунар, составляет около 3000 м, и в отличие от пустынных и степных равнин, здесь распространены такие животные как горные козлы, горные бараны-архары и леопард-ирбис.
В низовьях Кунара и Кабула обитают несколько видов скарабеинов (Scarabaeinae) входящих в подсемейство пластинчатоусых жуков.

## Гидроэнергетика
Бассейн реки имеет большой потенциал энергетических ресурсов, который используется очень слабо. В Афганистане на реке установлен ряд гидроэлектростанций: ГЭС Наглу — построенная в месте сужения протяжённостью в 4 км недалеко от устья реки Паджшер, где ширина реки достигает 70—90 м. Второй генератор планировалось ввести в эксплуатацию в конце 2012 года. ГЭС Дарунта — расположенная в конце узкого ущелья у одноимённого села близ Джелалабадского канала, где ширина реки достигает 100—150 м, ГЭС Сароби — расположенная в конце сужения долины недалеко от устья реки Тезин. В Пакистане на реке установлена гидроэлектростанция мощностью 243 МВт: ГЭС Варсак.

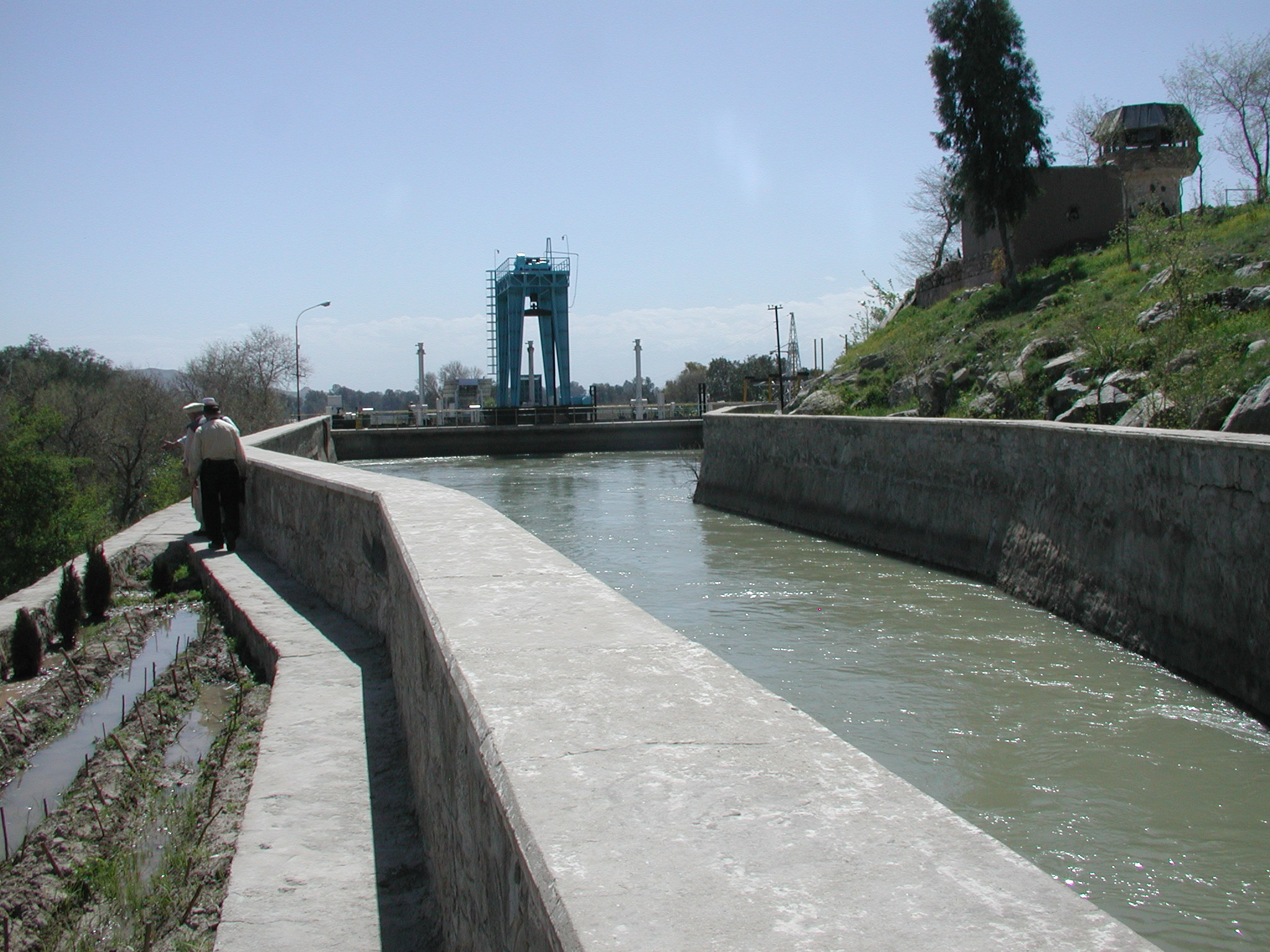
ГЭС Дарунта у одноимённого села.
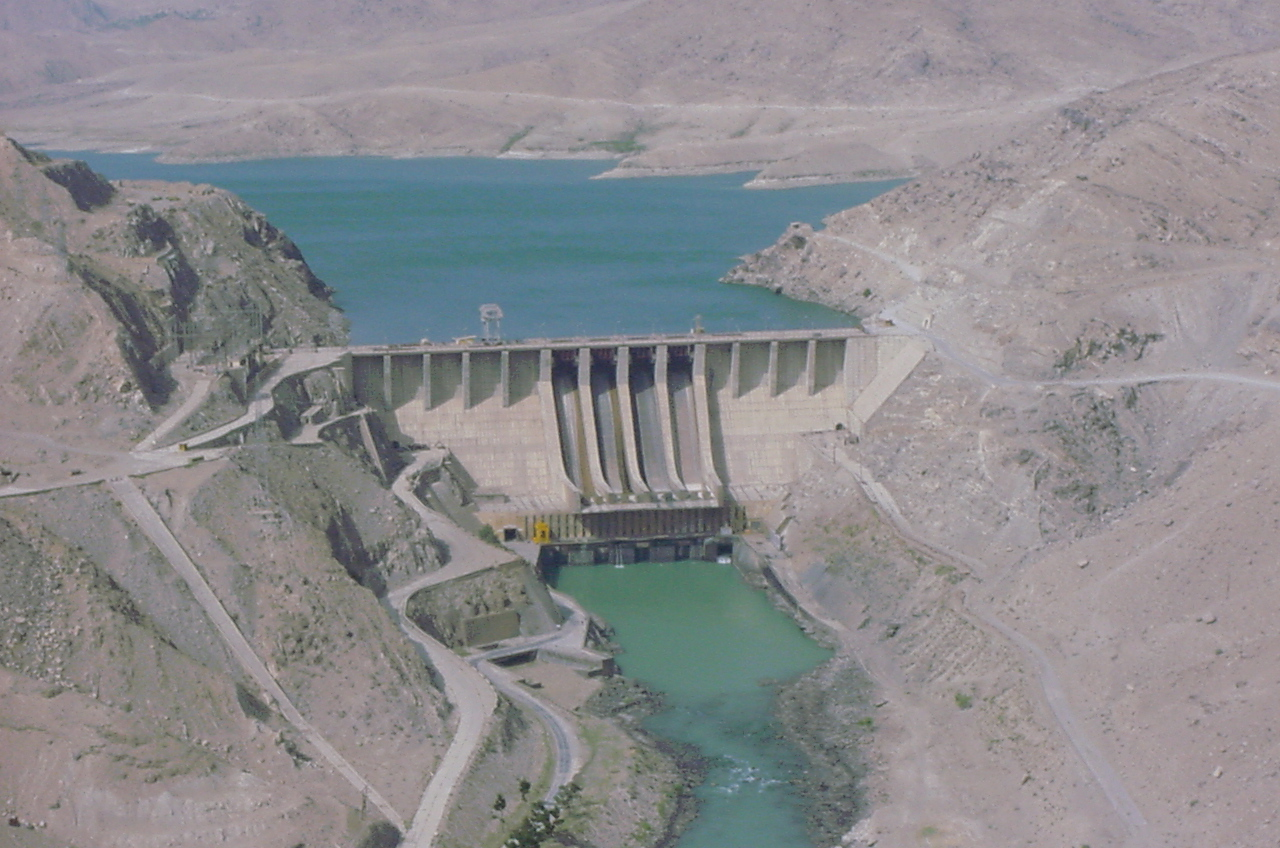
ГЭС Наглу на Джелалабадской плотине.